# ОШ „Братство јединство” Панчево
ОШ „Братство јединство” једна је од основних школа у Панчеву. Налази се у улици Шандора Петефија 33-35, у градском насељу Војловици. По броју ученика и одељења спада у ред мањих школа. Названа је у духу братства и јединства, у духу Дана младости, тако да се Дан школе слави 25. маја.
Ученици су вишенационалног састава, те се настава у једном комбинованом одељењу првог циклуса и једног до два одељења другог циклуса одвија на мађарском језику. Мађарски и словачки језик су присутни и кроз изборни предмет неговања матерњег језика са елементима националне културе.

## Догађаји
Организују фестивале школских позоришних игара у сарадњи са школском сценом „Саша Божовић”. У сарадњи са Културним центром Панчева, организацијом уметника „Базаарт” и СКПД-ом „Ђетван” школа је организовала Дечји драмски фестивал „Нека интеркултуралност буде наша стварност”.
Догађаји основне школе „Братство јединство”:
- Дан здраве хране
- Дан изазова
- Ликовне радионице
- Посете Градској библиотеци и Народном музеју

## Галерија
- ОШ „Братство јединство” Панчево
- Улаз у двориште школе
- Улаз у школу
- ОШ „Братство јединство” Панчево